# Echinocereus rigidissimus
Echinocereus rigidissimus  es una especie de planta fanerógama de la familia Cactaceae. Es endémica de Chihuahua y Sonora,  en México, y  Arizona y Nuevo México, en Estados Unidos. Es una especie común que se ha extendido por todo el mundo.

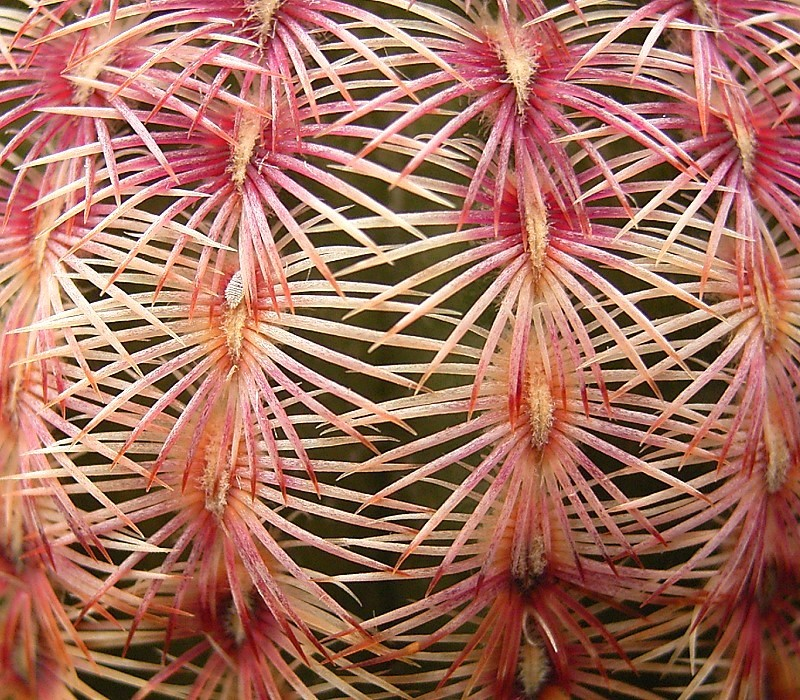
Detalle de las espinas

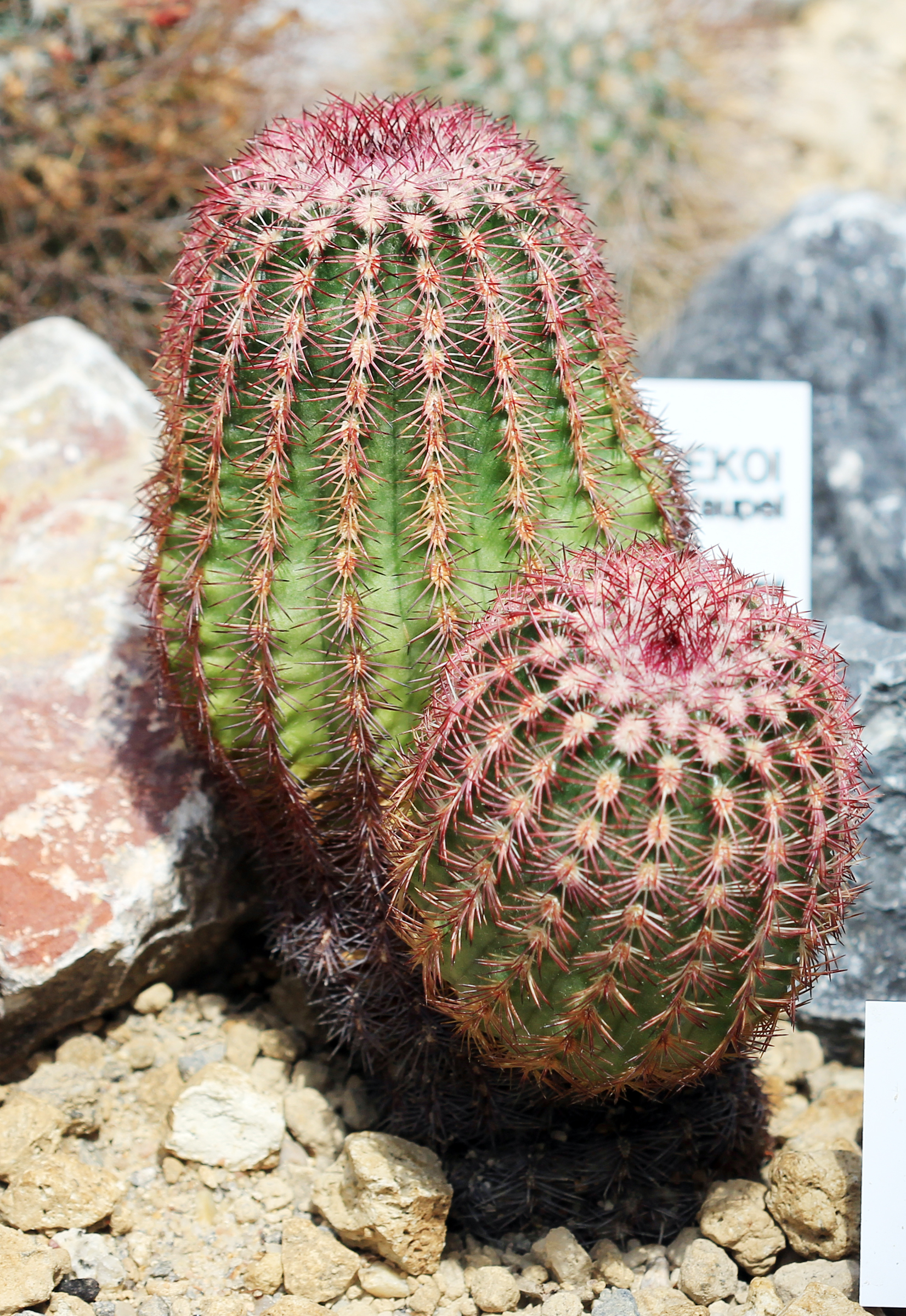
Vista de la planta

## Descripción
Echinocereus rigidissimus suele crecer individualmente. El tallo es entre esférico y cilíndrico, con un tamaño de entre 6 y 30 cm de largo, y un diámetro de entre 4 y 11 centímetros. Están completamente recubiertos de espinas. Tienen entre 15 y 26 costillas, que son tubérculos planos. Las espinas centrales no se forman. Las espinas radiales están dispuestas como un peine, a menudo entrelazadas, y están situadas en la superficie del disco. Son fuertes, de color rojo, blanco, amarillento o amarronado, y tienen una longitud de entre 0,5 y 1 centímetros. Las flores, en forma de embudo, son de un color entre rosa brillante y magenta, y tienen una garganta blanca. Rara vez son completamente blancas. Las flores aparecen en las puntas de los brotes y tienen de 6 a 7 cm de largo, pudiendo alcanzar diámetros de entre 6 y 9 cm. El fruto es carnoso, muy espinoso, con forma aovada, de color entre verde y rojo.

## Taxonomía
Echinocereus rigidissimus fue descrita por (Engelm.) F.Haage y publicado en Special Preisverz. 13. 1897.
Etimología
Echinocereus: nombre genérico, que es un neologismo compuesto por un étimo de origen griego, "ἐχῖνος" (ekhinos), que significa erizo, y otro de origen latino, "cereus", que significa vela, cirio, que se refiere a sus tallos columnares.
rigidissimus: epíteto latino que significa "muy rígido"
Variedades aceptadas
- Echinocereus rigidissimus subsp. rubispinus (G.Frank & A.B.Lau) N.P.Taylor

Sinonimia
- Cereus pectinatus var. rigidissimus Engelm.
- Echinocereus pectinatus var. rigidissimus (Engelm.) Rümpler